# Biblioteca cantonale di Appenzello Esterno
La Biblioteca cantonale di Appenzello Esterno (in tedesco Kantonsbibliothek Appenzell Ausserrhoden) è una biblioteca situata presso il Fünfeckpalast a Trogen. È classificata dal governo svizzero come bene culturale di importanza nazionale.

## Descrizione
Il compito della biblioteca è di conservare i media riguardanti il Canton Appenzello Esterno. Ospita anche particolari collezioni come l'archivio della famiglia Zellweger e conserva documenti e immagini sulla storia, la cultura, e il sapere scientifico nel cantone.